# Francesco Gabbani
Francesco Gabbani, italijanski pevec, * 9. september 1982, Carrara, Italija. 

## 2017 - Pesem Evrovizije in Sanremo
Gabbani je zmagovalec Sanrema leta 2017 s pesmijo "Occidentali's Karma". S slednjo bo tudi predstavljal Italijo na Pesmi Evrovizije 2017 maja v Kijevu.
Pesem "Occidentali's Karma", ki ima na YouTubu preko 100 milijonov ogledov, kar je največ med vsemi Evrovizijskimi pesmimi v zgodovini. Zanjo je prejel tudi tri platinaste plošče.

## Diskografija

### Albumi
| Greitist Iz                           | - Izdal: 27. maj 2014 - Založba: DIY Italia - Formati: CD | 59 |
| Eternamente ora                       | - Izdal: 12. februar 2016 - Založba: BMG - Formati: CD    | 18 |
| Magellano                             | - Izdal: 28. april 2017 - Založba: BMG - Formati: CD      | —  |
| "—" označuje album, ki ni na lestvici |                                                           |    |